# Hiram Johnson
Hiram Johnson (Sacramento, 1866. szeptember 2. – Bethesda, 1945. augusztus 6.) az Amerikai Egyesült Államok szenátora (Kalifornia, 1917–1945).